# Station New Holland
New Holland is een spoorwegstation van National Rail in New Holland, North Lincolnshire in Engeland. Het station is eigendom van Network Rail en wordt beheerd door Northern Rail. Het station is geopend in 1981.